# Орден Освобождения (Китай)
Орден Освобождения (кит. 解放勋章; пиньинь: Jiěfàng Xūnzhāng) — китайская военная награда, вручаемая героям освобождения материкового Китая во время Второй гражданской войны в период с 3 сентября 1945 года по 30 июня 1950 года. Существует три степени: Медаль первого класса, Медаль второго класса и Медаль третьего класса.

## Известные награжденные
- Десять маршалов КНР: Чжу Дэ, Пэн Дэхуай, Линь Бяо, Лю Бочэн, Хэ Лун, Чэнь И, Ло Жунхуань, Сюй Сянцянь, Не Жунчжэнь, Е Цзяньин.
- Десять генералов НОАК: Су Юй, Сюй Хайдун, Хуан Кеченг, Чэнь Гэн, Тан Чжэн, Сяо Цзиньгуань, Чжан Юньи, Ло Жуйцин, Ван Шушэн, Сюй Гуанда.
- Генералы: Тао Чжиюэ, Хуан Юншэн, Дун Циу и др.
- Генерал-лейтенанты: Дин Цюшэн, Ван Цзиньшань, Ван Эньмао и др.
- Генерал-майоры: Е Чангэн, Ли Чжэнь, Лю Цзыци, Сунь Чаокунь, Ян Юнсун и др.